# Associazione Calcio Torino 1970-1971
Questa voce raccoglie le informazioni riguardanti l'Associazione Calcio Torino nelle competizioni ufficiali della stagione 1970-1971.

## Società
- Presidente:
  - Orfeo Pianelli
- Segretario:
  - Giuseppe Bonetto
- Medico sociale:
  - Cesare Cattaneo

- Massaggiatore:
  - Bruno Colla
- Allenatore:
  - Giancarlo Cadè
(fino al 17/06/1971)
  - Beniamino Cancian

## Rosa
| N. |                   | Ruolo | Calciatore                 |
| -- | ----------------- | ----- | -------------------------- |
|    | Italia (bandiera) | P     | Luciano Castellini         |
|    | Italia (bandiera) | P     | Franco Sattolo             |
|    | Italia (bandiera) | D     | Angelo Cereser             |
|    | Italia (bandiera) | D     | Natalino Fossati           |
|    | Italia (bandiera) | D     | Marino Lombardo            |
|    | Italia (bandiera) | D     | Fabrizio Poletti           |
|    | Italia (bandiera) | D     | Giorgio Puia               |
|    | Italia (bandiera) | D     | Luciano Zecchini           |
|    | Italia (bandiera) | D     | Adriano Carnovelli         |
|    | Italia (bandiera) | C     | Aldo Agroppi               |
|    | Italia (bandiera) | C     | Sandro Crivelli            |
|    | Italia (bandiera) | C     | Giorgio Ferrini (capitano) |

| N. |                   | Ruolo | Calciatore        |
| -- | ----------------- | ----- | ----------------- |
|    | Italia (bandiera) | C     | Sergio Maddè      |
|    | Italia (bandiera) | C     | Rosario Rampanti  |
|    | Italia (bandiera) | C     | Claudio Sala      |
|    | Italia (bandiera) | C     | Renato Zaccarelli |
|    | Italia (bandiera) | A     | Stanislao Bozzi   |
|    | Italia (bandiera) | A     | Gianni Bui        |
|    | Italia (bandiera) | A     | Livio Luppi       |
|    | Italia (bandiera) | A     | Carlo Petrini     |
|    | Italia (bandiera) | A     | Paolino Pulici    |
|    | Italia (bandiera) | A     | Ferdinando Rossi  |
|    | Italia (bandiera) | A     | Angelo Stabile    |

## Calciomercato

### Sessione estiva
| Acquisti | Acquisti           | Acquisti | Acquisti                   |
| R.       | Nome               | da       | Modalità                   |
| -------- | ------------------ | -------- | -------------------------- |
| P        | Luciano Castellini | Monza    | definitivo (218.000.000 £) |
| P        | Giuliano Manfredi  | Sassuolo | definitivo                 |
| D        | Luciano Zecchini   | Brescia  | definitivo                 |
| D        | Adriano Carnovelli | Taranto  | definitivo                 |
| C        | Sandro Crivelli    | Pisa     | fine prestito              |
| C        | Sergio Maddè       | Verona   | definitivo                 |
| C        | Rosario Rampanti   | Pisa     | fine prestito              |
| A        | Gianni Bui         | Verona   | definitivo                 |
| A        | Livio Luppi        | Messina  | definitivo                 |

| Cessioni | Cessioni              | Cessioni       | Cessioni     |
| R.       | Nome                  | a              | Modalità     |
| -------- | --------------------- | -------------- | ------------ |
| P        | Gian Nicola Pinotti   | Monza          | definitivo   |
| D        | Umberto Depetrini     | Bari           | definitivo   |
| C        | Bruno Bolchi          | Pro Patria     | definitivo   |
| C        | Gianni Facchinello    | Monza          | definitivo   |
| C        | Giambattista Moschino | Verona         | definitivo   |
| C        | Giuseppe Pavone       | Foggia         | definitivo   |
| A        | Ezio Bertuzzo         | Canelli        | definitivo   |
| A        | Alberto Carelli       | Varese         | definitivo   |
| A        | Emo Giannotti         | Monza          | definitivo   |
| A        | Emiliano Mondonico    | Monza          | definitivo   |
| A        | Giovanni Quadri       | Monza          | prestito     |
| A        | Angelo Stabile        | Calcio Canelli | comproprietà |

## Risultati

### Serie A

#### Girone di andata
| Arbitro: | Giunti (Arezzo) |

|             |           |                   |
| C. Sala 58’ | Marcatori | 61’ (rig.) Maioli |

| Varese 4 ottobre 1970, ore 15:00 UTC+1 2ª giornata | Varese           | 0 – 0 | Torino | Stadio Franco Ossola (10.426 spett.)\| Arbitro: \| Branzoni (Pavia) \| |
| Arbitro:                                           | Branzoni (Pavia) |       |        |                                                                        |

| Arbitro: | Michelotti (Parma) |

|          |           |          |
| Puia 63’ | Marcatori | 3’ Dolso |

| Arbitro: | Pieroni (Roma) |

|               |           |             |
| Cinesinho 89’ | Marcatori | 80’ Fossati |

| Arbitro: | Monti (Ancona) |

|         |           |             |
| Bui 53’ | Marcatori | 30’ Longoni |

| Arbitro: | Angonese (Mestre) |

|                            |           |  |
| Boninsegna 50’, 67’ (rig.) | Marcatori |  |

| Arbitro: | Campanati (Milano) |

|                              |           |             |
| Pulici 76’ Morini 81’ (aut.) | Marcatori | 83’ Capello |

| Genova 29 novembre 1970, ore 14:30 UTC+1 8ª giornata | Sampdoria         | 0 – 0 | Torino | Stadio Luigi Ferraris (17.879 spett.)\| Arbitro: \| Gussoni (Tradate) \| |
| Arbitro:                                             | Gussoni (Tradate) |       |        |                                                                          |

| Arbitro: | Lattanzi (Roma) |

|              |           |             |
| Rampanti 53’ | Marcatori | 74’ Juliano |

| Arbitro: | Sbardella (Roma) |

|             |           |           |
| Agroppi 47’ | Marcatori | 24’ Villa |

| Cagliari 3 gennaio 1971, ore 14:30 UTC+1 12ª giornata | Cagliari          | 0 – 0 | Torino | Stadio Sant'Elia (34.608 spett.)\| Arbitro: \| Vacchini (Milano) \| |
| Arbitro:                                              | Vacchini (Milano) |       |        |                                                                     |

| Arbitro: | Picasso (Chiavari) |

|             |           |  |
| Clerici 25’ | Marcatori |  |

| Arbitro: | Gussoni (Tradate) |

|                                          |           |  |
| Pulici 43’ Rampanti 67’ C. Sala 80’, 90’ | Marcatori |  |

| Arbitro: | Vacchini (Milano) |

|              |           |  |
| Bonfanti 70’ | Marcatori |  |

| Arbitro: | Lo Bello (Siracusa) |

|         |           |  |
| Bui 37’ | Marcatori |  |

#### Girone di ritorno
| Arbitro: | Barbaresco (Cormons) |

|            |           |  |
| Pavone 59’ | Marcatori |  |

| Arbitro: | Panzino (Catanzaro) |

|                                               |           |          |
| Cereser 5’ (rig.) Dolci 19’ (aut.) Pulici 78’ | Marcatori | 37’ Nuti |

| Arbitro: | Picasso (Chiavari) |

|               |           |  |
| Chinaglia 81’ | Marcatori |  |

| Arbitro: | Lo Bello (Siracusa) |

|              |           |                               |
| Bui 35’, 53’ | Marcatori | 47’, 69’ (rig.), 62’ Maraschi |

| Arbitro: | Angonese (Mestre) |

|             |           |             |
| Longoni 60’ | Marcatori | 48’ C. Sala |

| Arbitro: | Francescon (Padova) |

|  |           |                              |
|  | Marcatori | 19’ Boninsegna 70’ Facchetti |

| Arbitro: | Gussoni (Tradate) |

|                             |           |                                             |
| Capello 8’ Bettega 59’, 77’ | Marcatori | 15’ (rig.), 79’ (rig.) Cereser 27’ Rampanti |

| Novara 28 marzo 1971, ore 15:30 UTC+2 23ª giornata | Torino          | 0 – 0 | Sampdoria | Stadio Comunale di Novara (18.580 spett.)\| Arbitro: \| Giunti (Arezzo) \| |
| Arbitro:                                           | Giunti (Arezzo) |       |           |                                                                            |

| Arbitro: | Angonese (Mestre) |

|                   |           |  |
| Altafini 41’, 91’ | Marcatori |  |

| Arbitro: | Panzino (Catanzaro) |

|                    |           |  |
| Cereser 85’ (rig.) | Marcatori |  |

| Arbitro: | Pieroni (Roma) |

|            |           |  |
| Rivera 67’ | Marcatori |  |

| Arbitro: | Branzoni (Pavia) |

|                          |           |          |
| Bui 17’ Maddè 46’ (rig.) | Marcatori | 34’ Riva |

| Arbitro: | Barbaresco (Cormons) |

|            |           |             |
| Zigoni 35’ | Marcatori | 46’ Petrini |

| Arbitro: | Motta (Monza) |

|         |           |              |
| Bui 37’ | Marcatori | 35’ Bonfanti |

| Arbitro: | Casarin (Milano) |

|          |           |  |
| Pace 87’ | Marcatori |  |

### Coppa Italia

#### Fase a gironi
| Arbitro: | Vacchini (Milano) |

|  |           |            |
|  | Marcatori | 65’ Pulici |

| Arbitro: | Francescon (Padova) |

|                                        |           |                       |
| Suarez 15’ Cristin 29’ Francesconi 60’ | Marcatori | 16’, 64’, 47’ Petrini |

| Arbitro: | Campanini (Finale Emilia) |

|                                  |           |            |
| Pulici 10’, 58’, 36’ Petrini 77’ | Marcatori | 87’ Mazzia |

#### Quarti di finale
| Arbitro: | Picasso (Chiavari) |

|            |           |  |
| Pulici 60’ | Marcatori |  |

| Arbitro: | Giunti (Arezzo) |

|  |           |           |
|  | Marcatori | 45’ Bozzi |

#### Girone finale
| Arbitro: | Barbaresco (Cormons) |

|             |           |  |
| Agroppi 79’ | Marcatori |  |

| Arbitro: | Panzino (Catanzaro) |

|                                                         |           |  |
| Vitali 5’ De Sisti 72’ (rig.) D'Alessi 78’ Chiarugi 90’ | Marcatori |  |

| Arbitro: | Branzoni (Pavia) |

|             |           |                           |
| Juliano 50’ | Marcatori | 14’, 23’ Rampanti 43’ Bui |

| Arbitro: | Picasso (Chiavari) |

|                                |           |                         |
| Rosato 5’ Prati 29’ Combin 75’ | Marcatori | 52’ Fossati 89’ Agroppi |

| Arbitro: | Gussoni (Tradate) |

|             |           |              |
| Fossati 57’ | Marcatori | 41’ Esposito |

| Arbitro: | Monti (Ancona) |

|                         |           |  |
| Petrini 19’ Ferrini 92’ | Marcatori |  |

#### Spareggio
| Arbitro: | Francescon (Padova) |

|               |                      |        |
| Cereser Maddè | Tiri di rigore 5 – 3 | Rivera |

### Coppa Mitropa
| Arbitro: | Wohrer |

|           |           |             |
| Bozzi 68’ | Marcatori | 23’ Koritar |

| Arbitro: | Kapcio |

|                                |           |          |
| Becsei 67’ Ferrini 115’ (aut.) | Marcatori | 47’ Puia |

## Statistiche

### Statistiche di squadra
| Competizione  | Punti | In casa | In casa | In casa | In casa | In casa | In casa | In trasferta | In trasferta | In trasferta | In trasferta | In trasferta | In trasferta | Totale | Totale | Totale | Totale | Totale | Totale | DR |
| Competizione  | Punti | G       | V       | N       | P       | Gf      | Gs      | G            | V            | N            | P            | Gf           | Gs           | G      | V      | N      | P      | Gf     | Gs     | DR |
| ------------- | ----- | ------- | ------- | ------- | ------- | ------- | ------- | ------------ | ------------ | ------------ | ------------ | ------------ | ------------ | ------ | ------ | ------ | ------ | ------ | ------ | -- |
| Serie A       | 26    | 15      | 6       | 7       | 2       | 21      | 14      | 15           | 0            | 7            | 8            | 6            | 16           | 30     | 6      | 14     | 10     | 27     | 30     | -3 |
| Coppa Italia  | -     | 5       | 4       | 1       | 0       | 9       | 2       | 7            | 3            | 2            | 2            | 10           | 11           | 12     | 7      | 3      | 2      | 19     | 13     | +6 |
| Coppa Mitropa | -     | 1       | 0       | 1       | 0       | 1       | 1       | 1            | 0            | 0            | 1            | 1            | 2            | 2      | 0      | 1      | 1      | 2      | 3      | -1 |
| Totale        | -     | 21      | 10      | 9       | 2       | 31      | 17      | 23           | 3            | 9            | 11           | 17           | 29           | 44     | 13     | 18     | 13     | 48     | 46     | +2 |

### Statistiche dei giocatori
| Giocatore     | Serie A  | Serie A | Coppa Italia | Coppa Italia | Coppa Mitropa | Coppa Mitropa | Totale   | Totale |
| Giocatore     | Presenze | Reti    | Presenze     | Reti         | Presenze      | Reti          | Presenze | Reti   |
| ------------- | -------- | ------- | ------------ | ------------ | ------------- | ------------- | -------- | ------ |
| A. Agroppi    | 27       | 1       | 11           | 2            | 1             | 0             | 39       | 3      |
| S. Bozzi      | 3        | 0       | 1            | 1            | 2             | 1             | 6        | 2      |
| G. Bui        | 24       | 6       | 5            | 1            | 1             | 0             | 30       | 7      |
| L. Castellini | 28       | -26     | 12           | -13          | 2             | -3            | 42       | -42    |
| A. Cereser    | 27       | 4       | 12           | 0            | 2             | 0             | 41       | 4      |
| S. Crivelli   | 9        | 0       | 3            | 0            | 0             | 0             | 12       | 0      |
| G. Ferrini    | 21       | 0       | 11           | 1            | 2             | 0             | 34       | 1      |
| N. Fossati    | 28       | 1       | 12           | 2            | 2             | 0             | 42       | 3      |
| M. Lombardo   | 5        | 0       | 2            | 0            | 2             | 0             | 9        | 0      |
| L. Luppi      | 2        | 0       | 4            | 0            | 1             | 0             | 7        | 0      |
| S. Maddè      | 27       | 1       | 10           | 0            | 1             | 0             | 38       | 1      |
| C. Petrini    | 12       | 1       | 9            | 5            | 2             | 0             | 23       | 6      |
| F. Poletti    | 22       | 0       | 10           | 0            | 0             | 0             | 32       | 0      |
| G. Puia       | 27       | 1       | 10           | 0            | 2             | 1             | 39       | 2      |
| P. Pulici     | 23       | 3       | 10           | 5            | 0             | 0             | 33       | 8      |
| R. Rampanti   | 26       | 3       | 10           | 2            | 1             | 0             | 37       | 5      |
| F. Rossi      | 0        | 0       | 0            | 0            | 1             | 0             | 1        | 0      |
| C. Sala       | 28       | 4       | 11           | 0            | 2             | 0             | 41       | 4      |
| F. Sattolo    | 5        | -4      | 0            | -0           | 0             | -0            | 5        | -4     |
| R. Zaccarelli | 0        | 0       | 0            | 0            | 1             | 0             | 1        | 0      |
| L. Zecchini   | 7        | 0       | 2            | 0            | 1             | 0             | 10       | 0      |

## Giovanili

### Piazzamenti
- Primavera:
  - Campionato:
  - Torneo di Viareggio: Quarti di finale